# Rayon Vert (voilier)
Pour les articles homonymes, voir Rayon vert (homonymie).
Rayon Vert est un voilier trimaran français de course au large, mis à l'eau en 2004,.

## Historique
Ce voilier trimaran Pulsar 50 de 15,24 m (50 pieds) est conçu en 2004 pour un couple de navigateur par l'architecte naval Erik Lerouge Yacht Designs,,,.

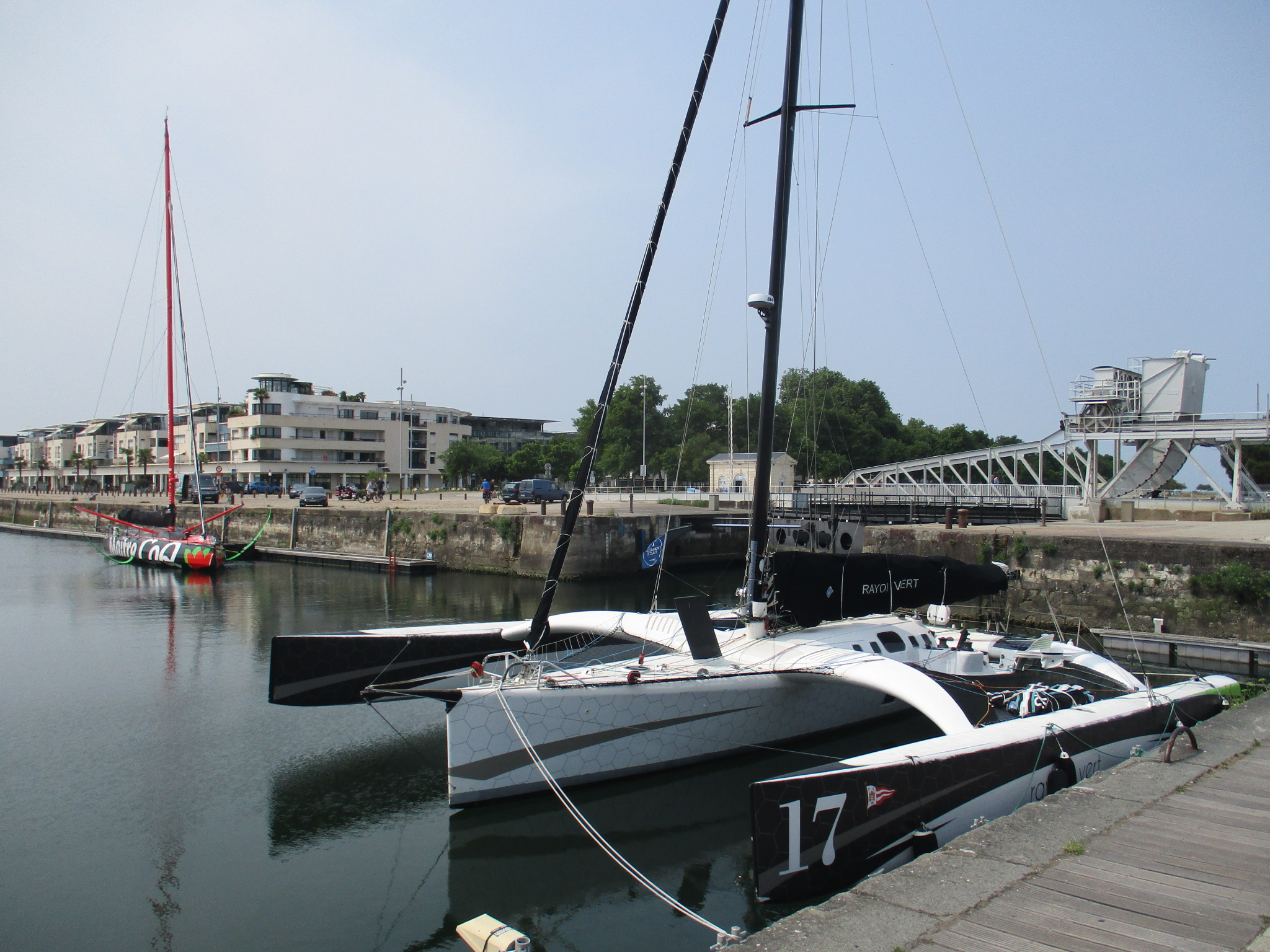
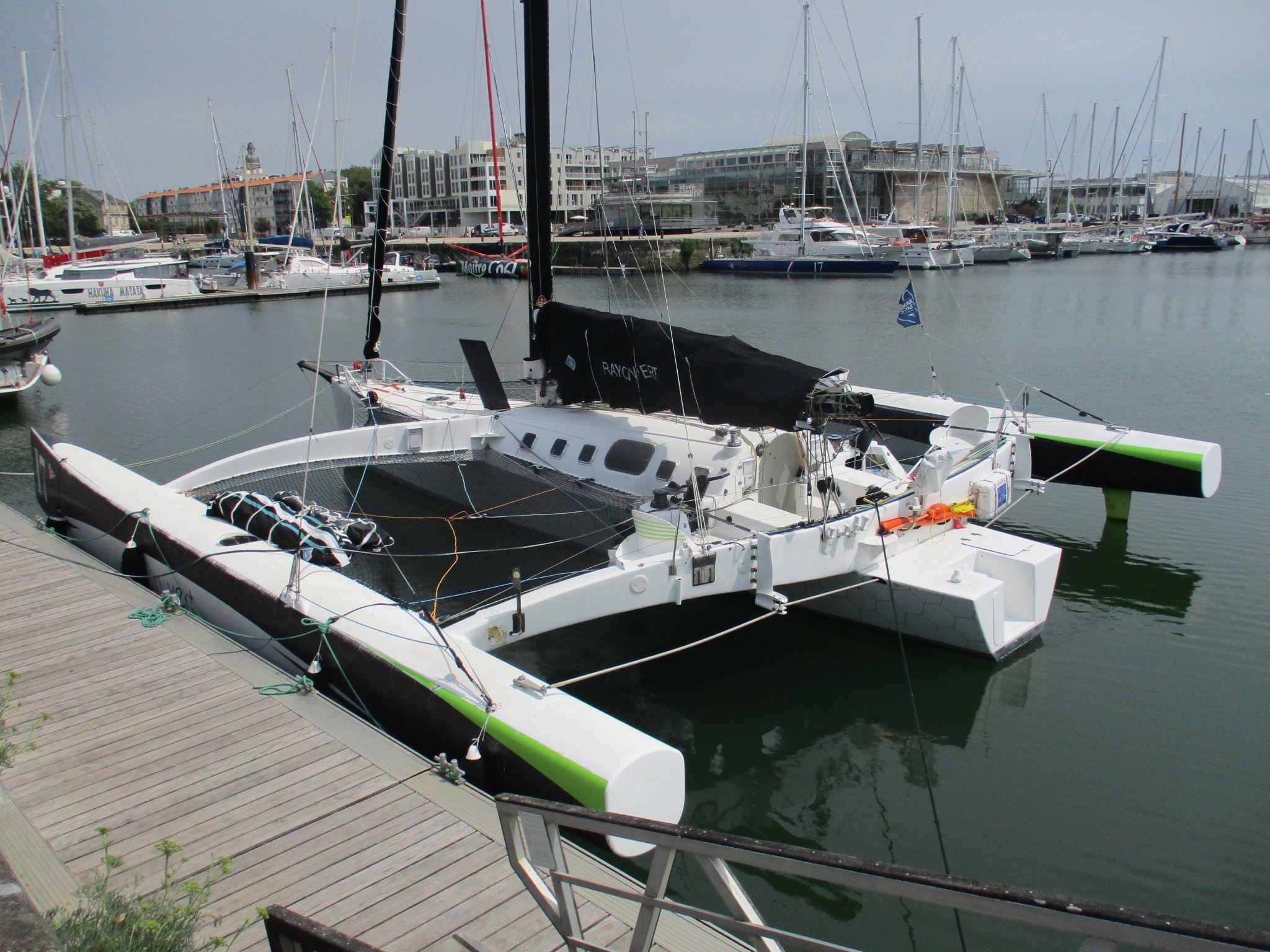

## Courses
Il est repris en 2014 par le skipper Alain Delhumeau, puis par le monégasque Oren Nataf du Yacht Club de Monaco en 2020,, pour quelles courses au large, dont la Brest Atlantiques, le Trophée Multi50 Prince de Bretagne - Sud Goëlo, les Route du Rhum 2018 et Route du Rhum 2022, où pour remporter dans sa catégorie la RORC Transatlantic Race de 2021, et la Drheam Cup 2022...

## Palmarès partiel
- 2018, avec Alain Delhumeau: 
  - 44e du Route du Rhum 2018 (7e de sa catégorie Rhum Multi)[12].

- 2021, avec Oren Nataf: 
  - Victoire de la RORC Transatlantic Race, en 9 jours 3 heures et 33 minutes.
  - 2e de la Rolex Fastnet Race (dans sa catégorie).

- 2022, avec Oren Nataf: 
  - Route du Rhum 2022, catégorie Rhum Multi, abandon[13].
  - Victoire de la Drheam Cup, catégorie Multi 2000[14].